# Rougui Barry
Pour les articles homonymes, voir Barry.
Rougui Barry née le 23 septembre 1953 à Mamou et décédée le 13 mars 2016 au Maroc, était une femme politique et entrepreneure guinéenne.
Elle a été la première femme maire en Guinée en 1991.

## Biographie

### Jeunesse et éducation
Rougui Barry est née le 23 septembre 1953 à Mamou. Elle est le deuxième enfant d'une fratrie de 10. Elle s'installe ensuite à Conakry et suit l'enseignement primaire à l'école du quartier Coléah de Conakry de 1962 à 1968. Par la suite, elle s'inscrit au CER de Coléah et obtient le certificat d'études secondaires (BEPC) avec mention en 1972. Elle étudie ensuite au Lycée 02 octobre et obtient un baccalauréat en mathématiques et physique en 1975.
Rougui Barry a poursuivi ses études supérieures en suivant une formation préalable en génie civil. Elle s'inscrit ensuite à l'Université Paris-Panthéon-Assas et obtient une licence en économie en 1981.

### Carrière d'entrepreneur
Elle a commencé sa carrière en tant que femme d'affaires. En 1986, elle devient la première femme exportatrice de café en Guinée. Sa carrière d’entrepreneur s’est poursuivie alors qu’elle était maire de la commune de Matam. En 1993, elle a fondé une usine de fabrication de batteries qui employait 400 travailleurs.

### Carrière politique

#### Maire de Matam
En 1990, Barry décide de se présenter à l'élection municipale de Matam après avoir été convaincu par un groupe de jeunes. Elle a été élue maire de Matam en 1991, devenant ainsi la première femme maire en Guinée. Elle a été réélue en 1996. Cependant, Lansana Conté n'a pas soutenu Rougui Barry et l'a empêchée d'être investie comme maire pendant sept mois. En 2000, elle rejoint le parti d'opposition de Sidya Touré l'UFR, après l'adoption d'un règlement stipulant que les candidats à la mairie devaient devenir membres d'un parti politique. Néanmoins, elle n'a pas pu participer à l'élection du maire de Matam en 2000 après que Lansana Conté a invalidé sa candidature au poste de maire pour avoir fait partie de l'opposition.
Sous son mandat, elle a construit des passerelles surplombant l’autoroute Fidel Castro. En outre, elle a encouragé les femmes à accepter des emplois dans la teinture et la fabrication de savon et a créé un cadre qui a permis aux jeunes sans emploi de rencontrer des chefs d’entreprises. En tant que maire, elle a également rejoint le Club des managers africains de 1991 à 2000.

#### L'ère post-mairie (2000-2009)
Après avoir quitté son poste de maire en 2000, Barry s'installe à Saint-Denis et travaille comme commerçante en créant sa société. Elle s’est également impliquée dans plusieurs actions humanitaires. Elle a fondé des ONG qui ont fourni des emplois aux jeunes. Elle est devenue la dirigeante de l'ONG Aide au développement durable (ADD) en 2006. Le 29 mars 2004, Barry a été arrêté et placé en détention pendant 44 jours sous l'accusation de complot visant à renverser le gouvernement. Pendant sa détention, elle a entamé une grève de la faim de neuf jours pour protester contre cette injustice. Auparavant, elle avait été interdite de quitter le territoire lorsqu'elle avait embarqué dans un avion à destination de Paris le 24 mars. Elle a annoncé sa candidature aux élections communales de 2005. Néanmoins, le gouvernement l’a rejeté.

#### Carrière politique (2019-2016)
En janvier 2009, Moussa Dadis Camara a nommé Barry au poste de secrétaire général du ministère des Transports pendant deux jours, puis l'a promu ministre de l'Enseignement pré-universitaire, technique, professionnel et de l'Éducation civique, en remplacement d'Aïcha Bah,. Barry a été invité à participer à la préparation de l'élection présidentielle guinéenne du 8 mars 2010. Elle a annoncé sa candidature à la présidence du parti guinéen pour la renaissance et le progrès pour l'élection présidentielle de 2010. Elle a ensuite été nommée coordinatrice nationale de l'élection du chef du RPG Alpha Condé en novembre 2010.
Alpha Condé a nommé Barry ministre délégué aux Guinéens de l'étranger le 30 décembre 2010. Les Guinéens expulsés de Libye arrivés dans le pays ont accusé Barry d'avoir détourné l'aide à l'intégration de 300 000 $ financée par l'Arabie saoudite et la Belgique, car le fonds ne leur est jamais parvenu. En plus de cela, un commerçant en informatique du nom de Moussa Diallo a dénoncé Barry pour ne pas avoir payé la dette des ordinateurs bureautiques et portables qu'elle avait acheté pour le matériel de bureau du ministère des Guinéens à l'étranger. Elle a cependant nié que le ministère ait acheté des ordinateurs avec Moussa Diallo mais à la société Joly Decor, et elle a affirmé que le ministère avait payé l'achat à la société.
En 2014, elle a quitté son poste ministériel lorsqu'elle a été nommée conseillère du président le 4 février. Conakry a été confrontée à des violences lors de la campagne présidentielle guinéenne de 2015 et elle a appelé les Guinéens à « rester calme et à faire preuve de retenue ».

### Décès
Rougui Barry est décédée au Maroc le 13 mars 2016 des suites d'une maladie. Son corps a été transporté par avion en Guinée et les funérailles ont eu lieu le 18 avril 2016. Elle est enterrée au Cimetière de Cameroun, Conakry.

### Vie privée
Rougui Barry appartient a la communauté Peuls et elle était musulmane,. Elle s'est mariée en 1988 avec le directeur adjoint des douanes de Conakry, Mamady Kaba et a eu cinq enfants,,.

## Héritage
En 2018, une fondation portant le nom de Rougui Barry a été fondée, la Fondation Mme Kaba Rougui Barry & Babies, dans le but d'aider les pauvres et les nécessiteux.